# Козорезов (хутор)
Козорезов — хутор в Зимовниковском районе Ростовской области. Входит в состав Ленинского сельского поселения.
Основан в 1873 году.
Население — 118 (2010)

## История
Основан в 1873 году. До революции территория хутора принадлежала кулаку Юндину. В декабре 1917 года крестьяне стали проводить изъятие имущества помещичьих имений. В ответ на изъятие имущества кулаки устраивали ночные расправы с ними. Начались убиения, поджоги крестьянских дворов. Население хутора уменьшилось до одной трети. Сельское хозяйство пришло в большой упадок. В 30-е годы началось массовое создание колхозов.

## География
Хутор расположен в пределах северной покатости Сальско-Манычской гряды, являющейся субширотным продолжением Ергенинской возвышенности, относящейся к Восточно-Европейской равнине, на левом берегу реки Малая Куберле, на высоте 62 м над уровнем моря. Почвы — тёмно-каштановые.
По автомобильной дороге расстояние до Ростова-на-Дону составляет 300 км, до ближайшего города Волгодонск — 63 км, до районного центра посёлка Зимовники — 11 км.
На хуторе имеются две улицы: Маяковского и Солнечная.
Часовой пояс
Козорезов, как и вся Ростовская область, находится в часовой зоне МСК (московское время). Смещение применяемого времени относительно UTC составляет +3:00.

## Население
Динамика численности населения
| 1926 |
| ---- |
| 291  |

| 2010 |
| ---- |
| 118  |